# Спрощена система оподаткування, обліку та звітності суб'єктів малого підприємництва в Україні
Спро́щена систе́ма оподаткува́ння, о́бліку та зві́тності (ССО) — спрощена система оподаткування, вперше запроваджена в Україні в 1998 році.

## Історія
Спрощена система оподаткування була запроваджена в 1998 році для суб'єктів малого підприємництва на підставі Указу Президента України «Про спрощену систему оподаткування, обліку та звітності суб'єктів малого підприємництва» з метою стимулювання розвитку малого бізнесу, а також зменшення неформальної діяльності підприємств та неформальної зайнятості.
Спрощена система оподаткування для сільгоспвиробників була запроваджена Законом України «Про фіксований сільськогосподарський податок» від 17 грудня 1998 р. № 320-XIV з 1999 року.
За оцінками розробників проекту Податкового кодексу України в 2010 році, обмеження видів діяльності для яких можна застосовувати спрощену систему оподаткування шляхом визначення переліку видів, для яких її застосовувати не можна, мало забезпечити додаткові надходження до державного бюджету в розмірі 25 млрд грн. на рік.
Серед нововведень, запроваджених у 2011 році до Податкового кодексу України, — поділ платників податків-фізичних осіб на категорії, який здійснили за критеріями обсягу доходів, наявності найманих працівників і виду діяльності.

## Загальна характеристика
Платники податку сплачують єдиний податок (замість податків та зборів) та мають право на спрощені процедури обліку та звітування. Для працівників такі підприємства мають сплачувати податок з доходів фізичних осіб та єдиний соціальний внесок (ЄСВ), в той час як ЄСВ для самих підприємств становить 22 % мінімальної заробітної плати.
Податковий кодекс України визначає перелік видів діяльності, які не можна здійснювати на спрощеній системі оподаткування.
Станом на листопад 2016 існує чотири групи платників податків за ССО:
|                        | 1 група                                        | 2 група | 3 група                                                                   | 4 група                                                                       |
| Суб'єкт                | Фізичні особи                                  | Фізичні особи | Фізичні та юридичні особи                                                 | Сільськогосподарські товаровиробники                                          |
| Дохід                  | < 300 000 грн./рік                             | < 1,5 млн грн/рік | < 5 млн грн./рік                                                          | Частка сільськогосподарського виробництва ≥75 % загального обсягу виробництва |
| Ставки єдиного податку | ≤ 10 % прожиткового мінімуму                   | ≤ 20 % мінімальної заробітної плати | 5 % доходу включно з ПДВ / 3 % доходу + ПДВ                               | Визначено у п. 293.9 статті 293 Податкового кодексу                           |
| Кількість працівників  | —                                              | < 10 | Без обмежень                                                              | Без обмежень                                                                  |
| Податковий період      | 1 рік                                          | 1 рік | 1 квартал                                                                 | 1 рік                                                                         |
| Види діяльності        | Роздрібна торгівля, побутові послуги населенню | Послуги, виробництво / продаж товарів, діяльність у сфері ресторанного господарства. Платники податку цієї групи можуть надавати послуги/ здійснювати продаж товарів лише населенню та/або платникам єдиного податку | Всі види діяльності, передбачені в рамках спрощеної системи оподаткування | Сільськогосподарське виробництво                                              |

Джерело: Податковий кодекс України
Є 4 групи платників єдиного податку:

### 1 група
Підприємці, які здійснюють виключно роздрібний продаж товарів з торговельних місць на ринках або здійснюють господарську діяльність по наданню побутових послуг населенню.
Кількість найманих працівників — 0.
Обсяг доходу — до 300 тисяч гривень на рік (раніше[коли?] — 150 тисяч гривень на рік).
Ставка — до 10 % прожиткового мінімуму (Розмір прожиткового мінімуму в Україні для Працездатної особи станом на 01.12.2019 — 2192 грн).

### 2 група
Підприємці, які здійснюють господарську діяльність з надання послуг, у тому числі побутових, платникам єдиного податку або населенню, здійснюють виготовлення або продаж товарів, діяльність у сфері ресторанного господарства.
Кількість найманих працівників — до 10 осіб.
Обсяг доходу — до 1,5 мільйона гривень (раніше[коли?] — до 1 мільйона гривень).
Ставка — до 20 % мінімальної заробітної плати (з січня 2015 року мінімальна ЗП складає 1 тисяча 218 гривень). Встановлюють ставки місцеві ради.

### 3 група
Фізичні особи-підприємці та юридичні особи: кількість найманих працівників — не обмежена.
Обсяг доходу — до 5 мільйонів гривень.
Ставка — 3 % доходу — за умови окремої сплати ПДВ; 5 % доходу — за умови включення ПДВ до складу єдиного податку.

### 4 група
Сільгоспвиробники, в яких доля сільськогосподарського товаровиробництва за попередній рік дорівнює або перевищує 75 %.
Кількість найманих працівників — не обмежена.
Обіг коштів — не обмежений.
Ставка: різна для ріллі, сінокосів або пасовищ, багаторічних насаджень, земель водного фонду. Фіксований сільгосп податок фактично було трансформовано в єдиний податок. Об'єктом оподаткування для є площа Сільськогосподарських угідь (ріллі, сіножатей, пасовищ і багаторічних насаджень) та/або земель водного фонду (внутрішніх водойм, озер, ставків, водосховищ), що перебуває у власності сільськогосподарського товаровиробника або надана йому у користування, у тому числі на умовах оренди.
Підставою для нарахування єдиного податку платникам четвертої групи є дані державного земельного кадастру та/або дані з державного реєстру речових прав на нерухоме майно.

## Інші податки, які сплачують платники єдиного податку
Платники єдиного та фіксованого податку сплачують єдиний внесок на загальнообов'язкове державне соціальне страхування.
Платники єдиного податку не є платниками таких податків і зборів, визначених Податковим кодексом України:
- податок на прибуток підприємств;
- Податок на доходи фізичних осіб (ПДФО) — для фізичних осіб — підприємців;
- ПДВ з операцій з постачання товарів та послуг, місце надання яких розташоване на митній території України, за винятком податку на додану вартість, що сплачується юридичними особами, які обрали ставку оподаткування 6 відсотків;
- Земельний податок, крім земельного податку за земельні ділянки, що не використовуються для ведення підприємницької діяльності;
- Плата за користування надрами;
- Збір за спеціальне використання води;
- Збір за спеціальне використання лісових ресурсів;
- Збір за провадження деяких видів підприємницької діяльності.

## Можливості спрощеної системи оподаткування

### Облік платників податків і обсяги надходжень
Протягом 1999—2009 років кількість платників єдиного податку зросла з 95 тис. до 1304,5 тис. осіб, збільшивши надходження до бюджету від сплати єдиного податку з 127 млн грн. до 4107,6 млн грн. та створивши понад 1,2 млн робочих місць.
Фізичні особи-підприємці у січні — березні 2018 року сплатили єдиний податок на загальну суму сумі понад 4,9 млрд грн. Це на 1,1 млрд грн або на 27,8 % більше, ніж за відповідний період минулого року.
Спрощену систему оподаткування (станом на 01.01.2018) застосовують 1,292 млн фізичних осіб-підприємців. Порівняно з аналогічним періодом минулого року кількість зареєстрованих платників єдиного податку збільшилась майже на 138,3 тис. осіб (на 01.01.2017 — кількість платників єдиного податку становила 1,153 млн осіб).
Кількість платників єдиного податку по групах:
- 1-ша група — 223 тис. осіб (17,3 %);
- 2-га група — 625,5 тис. осіб (48,4 %);
- 3-тя група — 443,5 тис. осіб (34,3 %.).

Протягом 2017 до державного бюджету від фізичних осіб-підприємців надійшло близько 15,4 млрд грн єдиного податку. Це на понад 5,1 млрд грн більше, ніж за 2016 рік, темп росту надходжень становив 149,6 %.
Спрощена система оподаткування забезпечила динамічний розвиток малого підприємництва та стабільні надходження до бюджету, що свідчить про адаптованість та прийнятність її для значної категорії суб'єктів підприємницької діяльності.

### Причини обрання спрощеної системи оподаткування
Спрощену систему оподаткування обирають, оскільки вона:
- дозволяє підприємцям працювати та отримувати прибуток легально;
- звільняє від складнощів оподаткування в загальному порядку, зменшуючи ризик ненавмисно порушити правила оподаткування та бухгалтерського обліку та знижуючи вимоги до спеціальних знань в економіці й бухгалтерському обліку;
- звільняє від навантаження оподаткування в загальному порядку та оподаткування оплати праці.

## Зловживання спрощеною системою оподаткування
Окремі великі компанії використовують спрощену систему для мінімізації податків, прикривають ФОПами свої великі обороти, це дозволяє продавати без обліку нечесно імпортований товар. Замість подолання корупції в середовищі державних службовців — співробітників митних органів, очільники держави для запобігання зменшенню корупційної ренти, вірішили збільшити податковий тиск на дрібних підприємців, які через жалюгідний масштаб своєї діяльності не вписуються в корупційну піраміду української держави
Відсутнє чітке визначення бази оподаткування єдиним податком, що призводить до зловживань з метою мінімізації податкових платежів (в тому числі і іноземцями, нерезидентами). (З позиції корумпованих податкових органів, яким заважає той факт, що підставою для застосування спрощеної системи є визначена діяльність, а не її обсяг)
У 2009 році спостерігається різке скорочення найманих працівників у спрощенців. Така ситуація пов'язана із колізією у законодавстві про загальнообов'язкове державне пенсійне страхування та положеннями Указу Президента України «Про спрощену систему оподаткування, обліку та звітності суб'єктів малого підприємництва». Проте головною причиною цього явища, стала масова міграція трудових ресурсів за кордон, через недолугу економічну політику кількох олігархічних урядів поспіль.
Наявність такої системи оподаткування призводить до розукрупнення або розорення великих і середніх підприємств, можливості користування цією системою потужними торговими мережами, до використання поняття «оптимізація податків».
Але оптимізація податкового навантаження є цілком законною, і послуговує одний з найдієвіших драйверів економічного зростання
Неприйнятним є той факт, коли спрощена система оподаткування, з метою мінімізації податкових платежів, використовується у видах діяльності, які за своєю суттю можна розглядати як «надприбуткові», а в окремих випадках провадження окремих видів діяльності не потребує ніяких капітальних вкладень та матеріальних витрат у створені продукції, що реалізується споживачам (тобто, отримані доходи є пасивними).
Очевидна несправедливість такої системи оподаткування посилюється необов'язковістю застосування і відсутністю суворої відповідальності за незастосування касових апаратів у величезному секторі економіки, за рахунок чого реальні обороти «підприємців» можуть значно перевищувати 500 000 гривень. В цьому пункті автор ігнорує різницю між поняттями валовий і чистий дохід, і припускається відвертої маніпуляції, адже валовий дохід включає витрати на закупівлю сировини (товару), транспортування, оренду приміщення, які складають його левову частку. Даний пункт є справедливим лише для отримувачів грантів, що були оформлені підприємцями в добу пізнього Януковича і донині.
Платники податку можуть зловживати спрощеною системою оподаткування шляхом застосування схеми податкового планування, яка передбачає співпрацю суб'єктів господарювання з фізичними особами-підприємцями, що є платниками єдиного податку, приховуючи тіньове працевлаштування.

## Соціальна роль

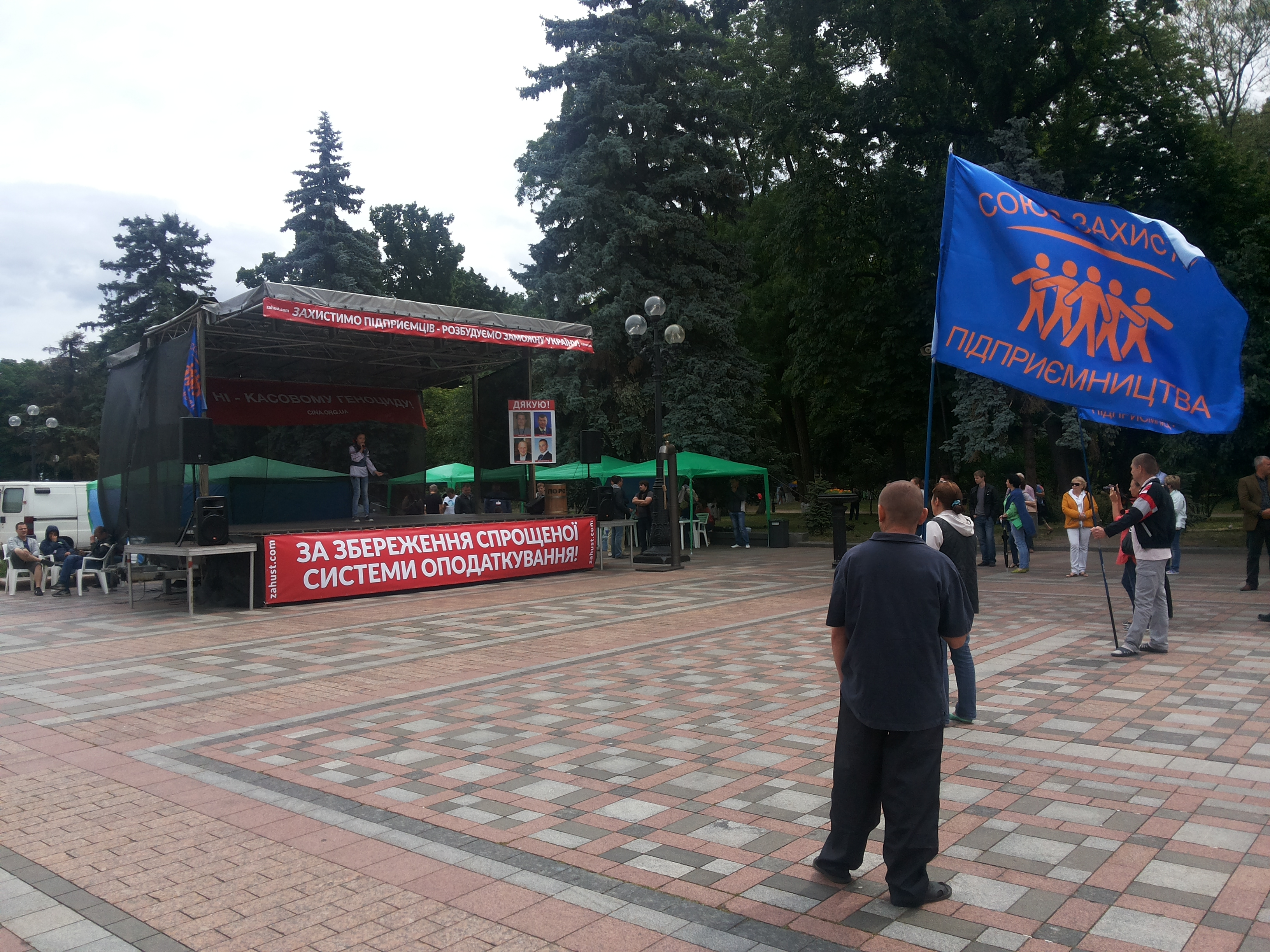
Сцена біля Верховної Ради України на захист спрощеної системи оподаткування, червень 2015

Спрощена системи оподаткування суб'єктів малого підприємництва є особливим механізмом державної політики сприяння розвитку малого підприємництва.
Дозволяючи легально працювати спрощена система оподаткування виконує соціальну функцію: дозволяє підприємцям годувати сім'ї, платити за навчання дітей, за медичну допомогу, гасити кредити, платити за комунальні послуги, електроенергію та газ, матеріально підтримувати батьків-пенсіонерів та інше.
Проте підприємці, яких оподатковують за загальною системою оподаткування, вимагають спрощення оподаткування для всіх у рамках єдиної системи оподаткування.
Система оподаткування «Суб'єкт підприємницької діяльності на єдиному податку», допускає при 500 000 гривень обороту сплату в найкращому разі лише 12 × 200 = 2400 гривень податку, або 0,48 % від 500 тис.
Наприклад, з доходів працівника з середньою заробітною платою в промисловості у 2009 році сплатили б у сукупності податків і обов'язкових платежів на 1040 грн., а в сільському господарстві — 550 грн., тоді як підприємець на єдиному податку сплатив би лише 200 грн.
Хоча підприємець сплачує єдиний соціальний внесок на загальнообов'язкове державне соціальне страхування, такі надходження значно менші, ніж від найманого працівника, який отримує такий же дохід, через що постає питання про рівність у пенсійному забезпеченні.

### Притягнення імміграції
За даними Харківської обласної громадської організації «Імміграція-стоп!» ринки України перетворились на центри тяжіння, до яких всіма можливими засобами прагнуть дістатися і закріпитися на них іммігранти з інших країн.
Так, на найбільшому у східній Україні ринку «Барабашова» працюють десятки тисяч іммігрантів з країн третього світу. Якщо 5-6 років тому їх було близько 25 %, то в 2010 їх більше 50 % від загальної кількості торговців. На долю іноземних підприємців припадає близько 75 % товарообігу. Причому, через необов'язковість застосування касових апаратів граничні рівні товарообігу, встановлені для спрощеної системи оподаткування, перевищуються в десятки тисяч разів.
Оподаткування іноземця, який торгує на базарі, за спрощеною системою включає фіксований податок, єдиний податок і щомісячний ринковий збір. Тому він сплачує до державного та місцевого бюджетів значно меншу суму, ніж працівник із зарплати, навіть без урахування соціальних і пенсійного внесків. Цим користується іноземний бізнес, переважно з Китаю та В'єтнаму, який продає в Україну значні обсяги товарів, зокрема через ринок «Барабашова». Залучення іноземного капіталу в такий бізнес витісняє вітчизняних підприємців.

## Реформування спрощеної системи оподаткування
У разі скасування спрощеної системи оподаткування можливим наслідком буде припинення ведення підприємницької діяльності з огляду на складність адміністрування податків за загальною системою та бухгалтерського обліку. У свою чергу це сприятиме «тінізації» підприємницької діяльності, її криміналізації та зростанню корупції, скороченню надходжень до місцевих та державного бюджетів, загальнодержавних фондів соціального страхування.